# Simon Poulsen
Simon Poulsen est un ancien footballeur international danois né le 7 octobre 1984 évoluant au poste d'arrière gauche et de milieu gauche. 
Il est actuellement entraîneur adjoint au SønderjyskE.

## Biographie
Simon Poulsen naît le 7 octobre 1984 à Sønderborg, d'un père danois et d'une mère nigériane.

### Carrière en club
Le 23 décembre 2007, Simon Poulsen est transféré du club danois FC Midtjylland au club néerlandais de l'AZ Alkmaar, pour un montant de trois millions d'euros.
Avec Alkmaar, il participe à la phase de groupe de la Ligue des champions en 2009 (trois matchs joués).
Il atteint ensuite avec Alkmaar les quarts de finale de la Ligue Europa en 2012, en étant battu par le club espagnol du Valence CF.
Il dispute également avec cette équipe les demi-finales de la Coupe des Pays-Bas en 2012 puis en 2014.
Il remporte avec Alkmaar un titre de champion des Pays-Bas, en 2009.
Avec le PSV, il participe une nouvelle fois à la phase de groupe de la Ligue des champions en 2015 (deux matchs joués).
Il joue également avec le PSV le Trophée Johan Cruyff en 2009. Le PSV remporte le trophée en s'imposant 0-3 face au FC Groningue.
Il remporte également avec le PSV un second titre de champion des Pays-Bas, en 2016, même s'il joue très peu cette saison-là.

### Carrière en sélection
Avec les espoirs, il participe au championnat d'Europe espoirs en mai 2006, qui se déroule au Portugal. Lors de cette compétition, il ne joue qu'une seule rencontre, face à l'Italie. Avec un bilan de deux nuls et une défaite, le Danemark ne dépasse pas le premier tour. Après la compétition, Poulsen se met en évidence en inscrivant un but lors d'un match amical contre la Suisse, le 16 août 2006.
Il reçoit sa première sélection en équipe du Danemark le 24 janvier 2017, en amical contre le Salvador. Lors de cette rencontre, il joue 45 minutes (victoire 1-0).
Il participe avec l'équipe du Danemark à la Coupe du monde 2010 organisée en Afrique du Sud. Lors de cette compétition, il joue les trois matchs de poule disputés par son équipe. Le 14 juin, lors du premier match du Danemark, il inscrit malencontreusement un but contre son camp (à la suite d'un dégagement de la tête raté d'un de ses coéquipiers, il dévie le ballon du dos) ; toutefois par la suite il évite la catastrophe en sauvant un but d'un mouvement acrobatique. Malgré cela, le Danemark s'incline 2-0 face aux Pays-Bas. Avec un bilan d'une seule victoire et deux défaites, le Danemark ne passe pas le premier tour.
Il dispute ensuite le championnat d'Europe 2012 qui se déroule en Pologne et en Ukraine. Lors de ce tournoi, il joue à nouveau les trois matchs de poule disputés par le Danemark. Il se met en évidence en délivrant une passe décisive lors du 1er match contre les Pays-Bas. Avec une seule victoire et deux défaites, les Danois ne dépassent pas le premier tour.

## Statistiques
| Saison    | Club       | Pays       | Championnat        | Coupes nationales | Coupes d’Europe |
| --------- | ---------- | ---------- | ------------------ | ----------------- | --------------- |
| 2007-2008 | AZ Alkmaar | Eredivisie | 8 matchs           |                   |                 |
| 2008-2009 | AZ Alkmaar | Eredivisie | 11 matchs          | 2 matchs          |                 |
| 2009-2010 | AZ Alkmaar | Eredivisie | 26 matchs / 1 but  | 1 match           | 3 matchs        |
| 2010-2011 | AZ Alkmaar | Eredivisie | 13 matchs / 1 but  |                   | 2 matchs        |
| 2011-2012 | AZ Alkmaar | Eredivisie | 34 matchs / 4 buts | 4 matchs          | 16 matchs       |

## Palmarès
SønderjyskE
- Championnat du Danemark
  - Champion (1) : 2005
  - Vice-champion (2) : 2007 et 2008

 AZ Alkmaar
- Eredivisie
  - Champion (1) : 2009
- Trophée Johan Cruyff
  - Vainqueur (1) : 2009

 PSV Eindhoven
- Eredivisie
  - Champion (1) : 2016